# 郭肯堂
郭肯堂（?—?），字枚庵，山西沁源县人，清朝政治人物、進士出身。
乾隆二年（1737年）登進士，任太原府教谕。